# Prywolle 1
Prywolle 1 (biał. Прыволле 1; ros. Приволье 1) – osiedle na Białorusi, w obwodzie homelskim, w rejonie homelskim, w sielsowiecie Azdzielina.